# 金牛座流星雨
金牛座流星雨是個與恩克彗星相關聯的流星雨，因為輻射點看似來自天空中的金牛座而得名。因為出現的時間在十月底至十一月初，適逢萬聖節的時段，因此也被稱為萬聖節煙火。
恩克彗星和金牛座流星雨都被認為是另一顆出現在20,000至30,000年前的大彗星分裂之後的殘骸，散佈出的物質有些成為一般的彗星，有些則因為接近地球或其他行星的引力場受到吸引而成為流星（弗雷德·惠普尔, 1940; Klačka, 1999）。總而言之，這股湍流是太陽系內最大的一支，因此地球得花費數星期的時間才能穿過這股湍流，導致流星雨的活動會持續一段很長的時間，遠比一般的小流星雨要長許多。金牛座流星雨的顆粒也由比較重的物質構成，以小的小卵石為主，而不是一般的塵埃顆粒。
通常，金牛座流星雨出現時，每小時可以看見7顆左右的流星緩慢的掠過天際，這些流星的速度大約是27Km/Sec（或是每小時65,000英里）。如果夠大的話，其中有些會成為壯觀的爆發流星（bolide），甚至會發出聲音。 
由於行星引力場的影響，隨著時間的進展，在觀測上金牛座流星雨被標示為南北兩支，分別稱為金牛座南流星雨和金牛座北流星雨，但實際上這是這股湍流橫亙在空間中的兩個橫斷面。
另外還有輻射點靠近金牛座β星的一支出現在6月到7月，有些天文學家認為通古斯事件與這個流星雨有關。但是這是一支出現在地球的白天流星雨，因此不能進行目視觀測。出現在10月至11月的金牛座南流星雨和金牛座北流星雨則可以用肉眼來觀測。
金牛座流星雨的活動周期大約在2,500至3,000年之間，在核心部分接近地球時能產生更壯觀的流星雨。事實上，因為被分成兩支（白天和夜晚；每一支又分成南支和北支），在3,000年週期中的高峰期相距有數個世紀。有些天文學家注意到一些由巨石構成的，像是巨石陣的結構，與這個周期的極大期有所關聯。
下一次的極大期大約會出現在西元3,000年，所以可能這個流星雨與伯利恆之星也有關係，因為它上的極大期就出現在西元元年。金牛座流星雨因為恩克彗星的彗尾與地球遭遇而受到破壞 。
在地球穿越金牛座流星雨的湍流時，可能會因為通過較為稠密的區域，造成較多的物質撞擊到地球，而形成多個不同的極大期。
也有人認為當初的大彗星出現在肥沃月灣文化的銅器時代，因此對古老的銅器時代的崩潰要負起責任：可能有一顆巨大的流星撞擊在伊拉克。萬字旗（卍）的起源可能也與恩克彗星有關。

## 金牛座南、北流星雨和南、北金牛座流星雨譯名的爭議
中國大陸的傳媒常常按照英語的次序將 Southern Taurids 和 Northern Taurids 直接翻譯成「南金牛座流星雨」和「北金牛座流星雨」，而香港、台灣和日本卻翻譯成為「金牛座南流星雨」和「金牛座北流星雨」，究竟那個譯名比較正確呢？
國際天文聯會第22委員會「流星雨的命名規則」中指出：南和北指的是黃道（精確地說是木星的軌道平面）南面和北面同一個流星雨的分支，它是由同一個原始流星體產生。 因為它們在太陽經度上具有幾乎相同的近日點經度（南、北兩個的升交點的經度相差180度），所以這兩個分支在大約相同的時段內都是活躍的。
根據上述命名規則：由同一個原始母體的流星體產生的金牛座流星雨有南、北兩個分支，分別稱為「金牛座南流星雨」和「金牛座北流星雨」而不是南金牛座和北金牛座各自有兩個同源的流星雨分支， 稱為「南金牛座流星雨」和「北金牛座流星雨」。在句語上已經很清楚看到那個組合符合國際天文聯會流星雨命名規則。
事實上日本翻譯這個天文名詞時，也按照國際天文聯會的原意，將金牛座流星雨的兩個分支，分別譯為「金牛座南流星群」和「金牛座北流星群」。
除了上述原因之外，將南、北流星雨分支放在星座名稱的後面，同時可以避免一些對天文沒有認識的市民，誤會天上有個叫做「南金牛座」和「北金牛座」的星座，與「南十字座」、「南冕座」、「北冕座」、「南魚座」同樣都是天空上的星座名稱。

## 撞擊月球的流星
美國太空總署（NASA）的科學家Rob Suggs和天文學家Bill Cooke在一架新的10吋望遠鏡和攝影機組合的測試中，以流星撞擊月球的事件做為測試的對象，觀察到了撞擊事件  （页面存档备份，存于）。再比對過星圖之後，它們認為撞擊的物體來自金牛座流星雨。這也許是過去聲稱的月球事件中第一個得到證實的事件紀錄 （页面存档备份，存于）。

## 金牛座流星雨和不明飛行物
在2005年的11月4日，就在金牛座流星雨將要結束的那一個星期，全球各地都看見了為數眾多的火流星。有人將之解釋為不明飛行物的來訪，因而被謔稱為太空騙局或是金牛座流星雨騙局 （页面存档备份，存于） 。

## 外部連結
- Taurid Meteors To Peak Monday
- Meteor Shower Promises Seven Shooting Stars an Hour （页面存档备份，存于） - National Geographic News
- Fireball Sightings - NASA
- CNN （页面存档备份，存于）
- "NASA team sees explosion on Moon" （页面存档备份，存于）
- Natural Catastrophes during Bronze Age Civilisations Archaeological, Geological and Astronomical Perspectives
- Introduction and background to the conference
- Abstract by Bill Napier 2015年11月金牛座流星雨
- Scientific articles pertaining to the Taurid complex

1. ↑  .   [2018-02-28]. （原始内容存档于2013-08-11）.
2. ↑  .   [2018-03-03]. （原始内容存档于2018-03-04）.
3. ↑  .   [2018-03-03]. （原始内容存档于2018-10-10）.
4. ↑  香港天文學會《會訊》(第四十四屆第二期)